# Weston Wilson
Weston Graham Wilson (High Point, Carolina del Norte, 11 de septiembre de 1994), más conocido como Weston Wilson, es un jugador profesional estadounidense de béisbol que se desempeña en la posición de jardinero izquierdo en Philadelphia Phillies, equipo de las Grandes Ligas de Béisbol (MLB).

## Carrera
En 2023, Wilson hizo su debut en la MLB con el equipo Philadelphia Phillies, donde lleva jugando dos temporadas.